# Cockburn Island
Cockburn Island – gmina (ang. township) w Kanadzie, w prowincji Ontario, w dystrykcie Manitoulin. Ok. 1 km na północny zachód od wyspy przebiega granica kanadyjsko-amerykańska.
Powierzchnia Cockburn Island to 167,6 km². Wyspa jest zamieszkana przez 2 osoby (2006).